# Йоганн Фрідріх Струензе
Йоганн Фрідріх Струензе (нім. Johann Friedrich Struensee; 5 серпня 1737 — 28 квітня 1772) — данський державний діяч, німець за походженням та вихованням, фаворит та коханець королеви Кароліни Матильди, організатор реформ в дусі Просвітництва.

## Початок кар'єри
Батько Струензе, пастор та професор в Галле, був запрошений на службу данським урядом та досягнув звання суперінтенданта в Шлезвіг-Гольштейна. Молодий Струензе, що обрав професію лікаря, був у 1768 році призначений супроводжувати в закордонній подорожі молодого короля Кристіана VII. Різнобічна освіченість, розум, здібності та світські манери швидко зміцнили становище Струензе при молодому королі. Повернувшись з подорожі він став швидко просуватися по драбині придворних посад та рангів, внаслідок чого вже в 1770 році в його руках зосередилась вища державна влада.
17 січня 1770 року Струензе переїхав до Кристіанборзького палацу. Приблизно в цей же час почався його інтимний зв'язок з королевою Кароліною Матильдою, яка мала безмежний вплив на короля, психічно хворого і нездатного до управління державою.

## Реформи
Струензе було надано повноваження видавати від імені короля укази та рескрипти, нібито віддані йому королем усно; укази ці скріплювалися печаткою таємного королівського кабінету, головою якого був сам Струензе, та мали силу указів, скріплених підписом короля. Отримавши таку нечувану владу, Струензе почав керувати країною з нечуваною енергією та сміливістю. За два роки його правління ним було намічено та частково проведено до 600 більш-менш значних державних заходів.
Реформи Струензе полягали в наступному: свободі друку, прагненні досягти більшої швидкості, порядку та простоти в діяльності вищих органів урядової влади, встановленні твердого державного бюджету, впорядкуванні фінансів, покращення судочинства, забороні тортур, знищенні преференцій, підйому землеробства шляхом покращення становища селян, заміні панщини оброком, перерахування деяких королівських прибутків (як Зундське мито) до державної скарбниці, обмеження надмірної роздачі орденських відзнак та титулів, урівнення прав громадян (зокрема, і прав позашлюбних дітей з правами дітей народжених у шлюбі), скасування багатьох привілеїв дворянства, безумовній забороні азартних ігор тощо. Багато з реформ Струензе засновувалися на здорових, обґрунтованих засадах, інші були передчасними, деякі були початі непомірковано, і усі разом створили Струензе безліч таємних і явних ворогів, чому сприяли і самі прийоми Струензе.

## Непопулярність

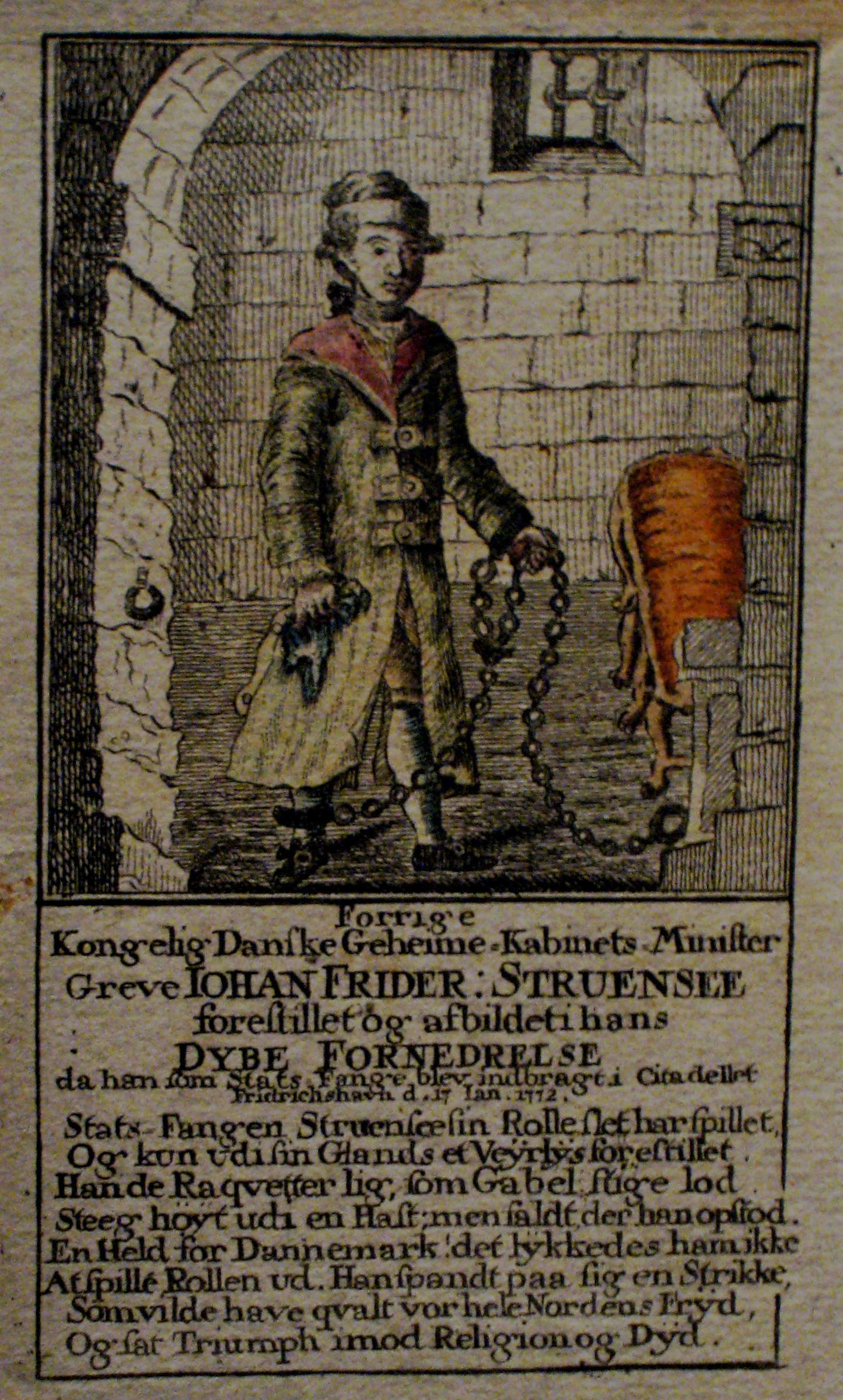
Струензе в кайданах

Свої реформи Струензе проводив вкрай жорстко, не зважаючи на чиїсь інтереси, не прислухаючись до думок та побажань інших. Скорочуючи державні видатки, він, наприклад, з безжальною жорстокістю звільнив без жодної пенсії велику кількість чиновників. Ще сильніше Струензе зашкодила його неувага до данської мови. Усі укази складалися німецькою, усі «колегії», за винятком «данської», використовували як урядову та ділову мову виключно німецьку. Прохання різного роду, адресовані в урядові заклади, також доводилось писати німецькою мовою; інакше їх не читали та не розглядали. Надана видавцям та газетарям свобода друку обернулася проти самого Струензе. Цим шляхом його супротивники, що не обмежувалися в засобах, набували собі усе більше і більше прихильників в країні. Особливо сприяло зростанню непопулярності Струензе народження королевою другої дитини, принцеси Луїзи, в 1771 році, батьком якої вважали фаворита королеви. Сталося кілька спалахів народного невдоволення, при котрих Струензе виявив слабкість, неврівноваженість, нестачу моральної та політичної мужності та тактовності. Це надихнуло ворожу щодо нього придворну партію, на чолі котрої стояла мачуха Кристіана VII, вдовствуюча королева Юліана Марія Брауншвейг-Вольфенбюттельська, та її син спадковий принц Фредерік, його секретар, згодом один з головних державних діячів Уве Хьох Гульдберг, та чимало інших високопоставлених осіб. Ця партія наважилась на палацовий переворот.

## Повалення та страта

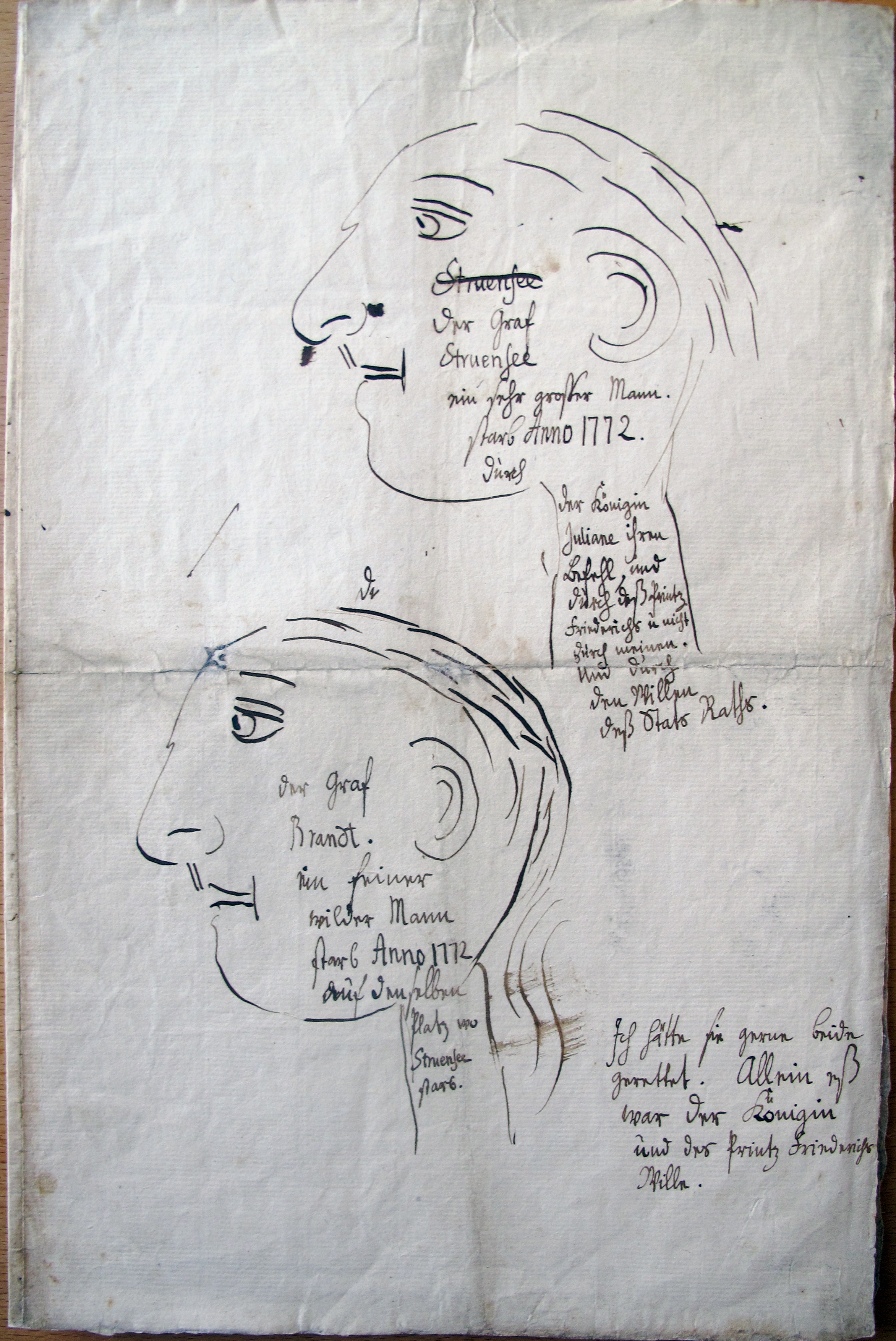
Струензе і Брандт. Малюнок психічно хворого короля Кристіана VII, зроблений у 1775 році, з написами німецькою мовою. Серед написів — «Струензе, велика людина, загибла за наказом королеви та принца Фредеріка, а не з моєї волі»; «Я мав би врятувати їх обох»

В ніч на 17 січня 1772 року, після балу при дворі, королева-вдова зі спадковим принцом та їх прибічниками увійшли до спальні короля, розбудили його та змусили підписати приготовлені Гульденбергом укази про арешти. Вслід за тим Струензе та його головний співробітник Еневольд Брандт були заарештовані та ув'язнені у фортеці, а королева Кароліна Матильда відвезена в замок Кронборг.
Переворот у столиці супроводжувався загальним піднесенням. Була призначена особлива комісія для слідства і суду над Струензе. Він відразу зізнався у своєму зв'язку з королевою. Його разом із Брандтом засудили за вчинені ними «злочини проти величності» до позбавлення честі та смертної кари. Вирок було виконано 28 квітня: Струензе та Брандту відрубали спочатку руку, потім голову, а потім уже мертві тіла четвертували та виставили на колесі. Король, як видно з його власного малюнка з підписом, зробленим три роки потому, шкодував про загибель Струензе і Брандта та про те, що йому не вдалося «врятувати їх обох».
Через принцесу Луїзу-Августу Данську, офіційно визнану дочкою Кристіана VII, Струензе є предком сучасних королів Швеції Карла XVI Густава та Іспанії Філіпа VI.

## Образ в культурі
Біографія Струензе лягла в основу кількох літературних творів, серед них — драма Поля-Жуля Барб'є «Принцеса і фаворит» (1865), за текстом якої його син П'єр Барб'є написав лібрето опери «Струензе» (музика Мейєрбера), поставленої в паризькому театрі Одеон в 1899 році; роман австрійського письменника Роберта Нойманна «Фаворит королеви» (1935), роман шведського письменника Пера Улофа Енквіста «Візит придворного лікаря» (1999) та інших.
Про Струензе знято кілька фільмів: німецького режисера Людвіга Вольфа «Любов королеви» (1923), британського режисера Віктора Севілла «Диктатор» (1935), німецького режисера Гаральда Брауна «Володар без корони» (1957), данського режисера Ніколая Арселя «Королівський роман» (2012, в ролі Струензе — Медс Міккельсен).